# کیهان‌شناسی چرخه‌ای همدیس
کیهان‌شناسی چرخه‌ای همدیس (به انگلیسی: Conformal cyclic cosmology، با نام مخفف CCC) یک مدل کیهان شناختی در چارچوب نسبیت عام است که توسط فیزیک‌دان نظری راجر پنروز پیشنهاد شده‌است. در این مدل، کیهان از طریق چرخه‌هایی ابدی تکرار می‌شود و پایان هر تکرار با تکینگی مه‌بانگ بعدی شناسایی می‌شود. پنروز این فرضیه را در سال ۲۰۱۰ در کتاب خودش با عنوان چرخه‌های زمان: یک نمای جدید فوق العاده از کیهان رایج کرد.